# Republika Altaj
Altaj (južnoaltajski: Алтай Республика, ruski: Респу́блика Алта́й) je republika u Ruskoj Federaciji smještana na jugu Zapadnog Sibira u porječju rijeka Bije i Katunja, u zemljopisnom središtu Euroazijskog kontinenta.